# Nõmmküla (Muhu)
Koordinaten: 58° 40′ N, 23° 12′ O

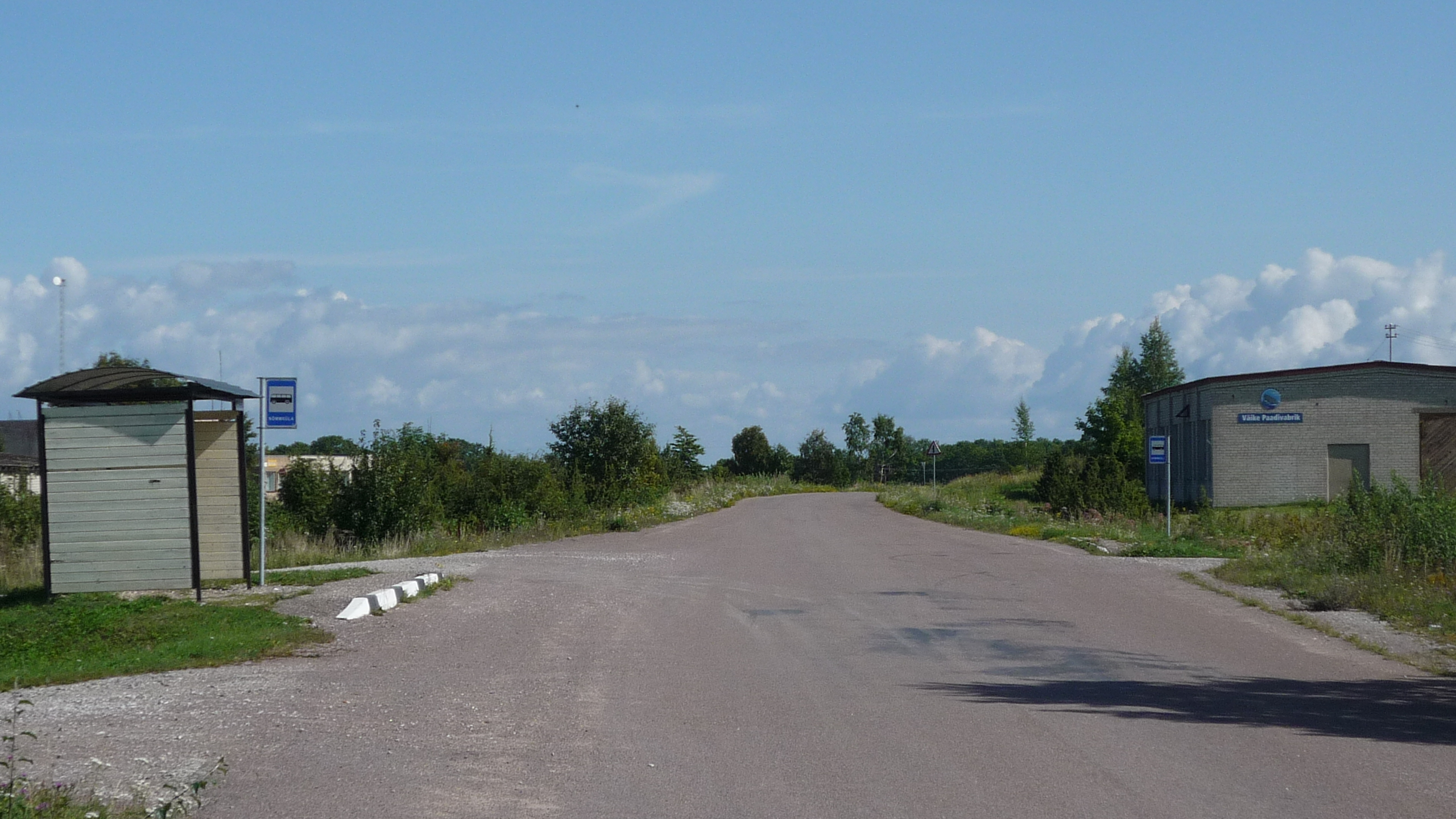
Bushaltestelle des Dorfes

Nõmmküla ist ein Dorf (estnisch küla) auf der drittgrößten estnischen Insel Muhu. Es gehört zur gleichnamigen Landgemeinde (Muhu vald) im Kreis Saare (Saare maakond).
Der Ort hat 69 Einwohner (Stand 31. Dezember 2011). Er ist das nördlichste Dorf der Insel Muhu.